# جاذبه‌های گردشگری استان کرمانشاه

## جاذبه‌های تاریخی
| - آثار تاریخی - قلعه پیران ویسه - بقعه بابایادگار - کتیبه بیستون - تاق بستان - تالاب هشیلان - چهارطاقی - قلعه یزدگرد - کاخ ساسانی قصر شیرین - گوردخمه اسحاق‌وند - گوردخمه سرخ ده - مجسمه هرکول - مسجد عمادالدوله - نیایشگاه آناهیتا - کتیبه گودرز - طاق گرا - گودین تپه - دکان داوود - کاروانسراهای عباسی - سراب صحنه - دخمه مادها | - ادامه - چال‌آباد - هوجیر - شهر باستانی کامبادن - کوه نوا - مقبره ابودجاجه - نقش آتوبانی نی - قلعه بزه‌رود - مقبره صخره‌ای کیکاووس - قه لاهجیر - قلعه مروان - پل خسروی - پل آجری میان‌راهان - پل نوژی وران - کاخ هوش کوری - عمارت خسروی - کاخ شاپور - صفه مادی - قلعه بیستون - پل خسرو - نقش ولگش | - ادامه - نقش میتر یدات اشکانی - فراتاش - شیر سنگی - پرستشگاه پارتی - شهر باستانی چمچال - حمام حسن‌خان - قلعه ساری اصلان - چشمه هندی‌آباد - آتشکده چهار قاپی - تپه چیا جانی - پناهگاه ورکینی - تپه آسیاب - تپه گنج دره - پناهگاه یوان - کلیسای ارامنه - کاروانسرای فیض‌آباد - خانه خواجه باروخ |

## جاذبه‌های طبیعی
| - آثار طبیعی - ریجاب - سراب روانسر - آبشار پیران - سراب پیران - سراب نیلوفر - غار پراو - غار کاوات - غار قوری‌قلعه - غار ورواسی - غار آسنگران - غار تایله نو - غار رتیل | - مساجد و تکایا و زیارتگاها - مقبره احمدبن اسحاق اشعری قمی - مسجد جامع کرمانشاه - مسجد حاج شهباز خان - تکیه بیگلر بیگی - مسجد شاهزاده - مسجد دولتشاه - زیارتگاه شوق علی - تکیه معاون الملک - مسجد لاران - غار سنگی حسین کوهکن - بقعه قنبر زنگی | - آثار پیشاتاریخ - غار شکارچیان - غار دو اشکفت - غار قبه - غارهای بیستون |